# سياه مرز كوه (استر أباد)
سیاه مرز کوه (بالفارسية: سیاه‌مرزکوه) هي قرية تقع في إيران في قسم استر أباد الریفي.